# Arseniuro
Un ion de arseniuro es un átomo de arsénico con tres electrones extra y carga -3.
Un compuesto de arseniuro es un compuesto con arsénico en estado de oxidación -3. Su fórmula química es As3-

## Ejemplos
- Arseniuro de sodio (Na3As)
- Arseniuro de galio (GaAs)
- Arseniuro de platino (PtAs2) como el mineral de esperrilita
- Escuterudita (Co,Ni,Fe)As2-3